# Nycke Groot
Cornelia Nycke Groot, roepnaam Nycke, (Alkmaar, 4 mei 1988) is een voormalig Nederlandse handbalster die voor het laatst uitkwam in de Deense Damehåndboldligaen voor Odense Håndbold. Sinds 2010 maakte zij ook deel uit van het Nederlands team. In januari 2019 zette ze een punt achter haar interlandcarrière. Voor de Olympische spelen in 2021 heeft Groot voor het Nederlands team uitgekomen, na haar interlandcarrière. In november 2020 besloot ze na afloop van het seizoen te stoppen.

## Handbalcarrière
Groot speelde als junior bij SV Koedijk. Via Kolping kwam ze bij HV SEW. In 2006 vertrok ze naar Denemarken. Ze speelde vijf jaar voor Team Tvis Holstebro waarna ze verkaste naar FC Midtjylland Håndbold. In de zomer van 2015 maakte ze de overstap naar het Hongaarse Györ.
Met Nederland nam zij deel aan de WK's in 2011 en 2015. In 2015 bereikte zij met Nederland de finale van het WK.
In 2016 nam zij met het Nederlands team deel aan de Olympische Spelen. Doordat de wedstrijd om het brons verloren werd van de huidige wereldkampioen Noorwegen, eindigden ze op de vierde plaats. Bij de EK in het zelfde jaar won zij met Nederland opnieuw zilver. Tevens werd zij tot de meest waardevolle speelster gekozen. Op 10 januari 2019 maakte ze bekend per direct te stoppen bij het Nederlands handbalteam. Groot wou zich enkel nog gaan richten op haar carrière op clubniveau. In november 2020 gaf ze aan de energie te missen om nog door te gaan. Door blessures bij Estavana Polman en Delaila Amega in het Nederlands team, dat zich plaatste voor de Olympische spelen in 2021, stelde Groot zich beschikbaar om mee te gaan naar de spelen in Tokio. Na de verloren kwartfinale tegen Frankrijk stopte ze met handbal.

## Onderscheidingen
- Meest waardevolle speelster van het Europees kampioenschap: 2016
- All-Star Team middenopbouw van het Europees kampioenschap: 2016
- All-Star Team middenopbouw van het EHF Champions League: 2015/16, 2016/17
- All-Star Team spelverdeelster van de Deense Damehåndboldligaen (Årets Dame Liga All Stars): 2013/14, 2014/15[8]
- Pokalfighter van de Deense Beker: 2010, 2012, 2014
- All-Star Team linkeropbouw van de Deense Damehåndboldligaen (Årets Dame Liga All Stars): 2010/11
- Meest waardevolle speelster van de Deense beker: 2010, 2012, 2014
- Meest waardevolle speelster van de Hongaarse beker Final four: 2019
- Buitenlandse handbalster van het jaar van de Hongaarse competitie: 2015/16, 2017/18